# Platyzosteria spatiosa
Platyzosteria spatiosa es una especie de cucaracha terrestre del género Platyzosteria, tribu Polyzosteriini, subfamilia Polyzosteriinae. Fue descrita científicamente por Shaw en 1922.

## Distribución
Se distribuye por Oceanía: Australia Occidental.